# VAL Motor Company
Die VAL Motor Company Ltd. aus Birmingham war ein britischer Automobilhersteller, der zwischen 1913 und 1914 tätig war. Der Markenname lautete VAL.
Das einzige Modell war ein Cyclecar. Der Wagen wurde von einem wassergekühlten V2-Motor von Precision angetrieben, der 8,9 bhp (6,5 kW) leistete.